# IIHF Continental Cup 2015-2016
La 19ª edizione della Continental Cup è stata organizzata, come di consueto, dalla Federazione internazionale di hockey su ghiaccio. Con la conferma della Champions Hockey League, il torneo è tornato al ruolo di seconda competizione continentale.

## Formula
La formula rimase invariata rispetto alla riforma effettuata nella stagione precedente: dapprima si svolse un turno preliminare composto da quattro squadre (provenienti dagli ultimi 4 campionati secondo il ranking), la prima delle quali si qualificò al secondo turno; al secondo turno ci furono due gironi da quattro squadre, con 7 squadre qualificate per la posizione nel ranking e la vincitrice del primo turno. Le due vincenti passarono al terzo turno, che funzionò con lo stesso meccanismo: due gironi da 4, con 6 squadre qualificate per il ranking e le due vincenti del secondo turno.
Il girone finale (o Super Final) non vide neppure quest'anno squadre qualificate di diritto: si qualificarono le prime due classificate dei gironi del terzo turno. La sede di gioco venne scelta dunque tra le città di queste quattro squadre.

### Squadre qualificate
| Team                     | Qualificazione                                    |
| Ammesse al terzo turno   | Ammesse al terzo turno                            |
| ------------------------ | ------------------------------------------------- |
| Herning Blue Fox         | vincitori della regular season della Metal Ligaen |
| Yertis Pavlodar          | vincitori del campionato kazako                   |
| Asiago Hockey            | vincitori della Serie A                           |
| Shakhtyor Soligorsk      | vincitori dell'Extraliga bielorussa               |
| Dragons de Rouen         | finalisti della Ligue Magnus                      |
| Kremenchuk               | finalisti del campionato ucraino                  |
| Ammesse al secondo turno |                                                   |
| MOGO Riga                | vincitori del campionato lettone                  |
| Jesenice                 | vincitori del campionato sloveno                  |
| Miskolci Jegesmedve      | vincitori del campionato ungherese                |
| Jaca                     | vincitori del campionato spagnolo                 |
| Coventry Blaze           | vincitori dell'Elite Ice Hockey League            |
| GKS Tychy                | vincitori del campionato polacco                  |
| Dunărea Galați           | vincitori del campionato rumeno                   |
| Ammesse al primo turno   |                                                   |
| Partizan Belgrado        | vincitori del campionato serbo                    |
| Rishon Devils            | vincitori del campionato israeliano               |
| CSKA Sofia               | vincitori del campionato bulgaro                  |
| Zeytinburnu Belediyespor | vincitori del campionato turco                    |

## Primo turno

### Gruppo A
(Belgrado, Serbia) 2-3-4 ottobre 2015
| Team #1                | Risultato            | Team #2                |
| ---------------------- | -------------------- | ---------------------- |
| Rishon Devils HC       | 4:14 (1:6; 3:4; 0:4) | Zeytinburnu Belediyesi |
| HK CSKA Sofia          | 12:4 (7:0; 4:1; 1:3) | HK Partizan            |
| Rishon Devils HC       | 1:7 (0:4; 0:2; 1:1)  | HK CSKA Sofia          |
| HK Partizan            | 1:4 (0:0; 0:3; 1:1)  | Zeytinburnu Belediyesi |
| Zeytinburnu Belediyesi | 5:9 (2:1; 3:3; 0:5)  | HK CSKA Sofia          |
| HK Partizan            | 9:1 (2:0; 5:0; 2:1)  | Rishon Devils HC       |

#### Classifica
| Pos. | Team                      | Punti |
| 1    | PHK CSKA Sofia            | 9     |
| 2    | Zeytinburnu Belediyesi BH | 6     |
| 3    | HK Partizan               | 3     |
| 4    | Rishon Devils HC          | 0     |

Come lo scorso anno, il CSKA Sofia vince il gruppo A ed accede al secondo turno. Tuttavia, a pochi giorni dall'inizio del secondo turno, la società, a causa di una grave crisi finanziaria, rinuncia a proseguire al torneo. L'IIHF commina quindi ai bulgari una multa di 5.000 franchi svizzeri ed invita i turchi del Zeytinburnu Belediyesi, secondi classificati, a partecipare alla seconda fase: anche il club turco rinuncia però a proseguire la manifestazione, a causa del mancato rinnovo di tutti i suoi più forti giocatori proprio a seguito dell'eliminazione dal torneo. Partecipano al secondo turno pertanto i serbi del Partizan di Belgrado.

## Secondo turno

### Gruppo B
(Miskolk, Ungheria) 23-24-25 ottobre 2015
| Team #1                  | Risultato            | Team #2                  |
| ------------------------ | -------------------- | ------------------------ |
| HDD Jesenice             | 3:1 (1:0; 2:1; 0:0)  | HC Jaca                  |
| Miskolci Jegesmedvék JSE | 1:2 (0:0; 1:2; 0:0)  | HK Mogo                  |
| HK Mogo                  | 6:3 (0:2; 4:1; 2:0)  | HC Jaca                  |
| HDD Jesenice             | 3:4 (1:1; 0:1; 2:2)  | Miskolci Jegesmedvék JSE |
| HK Mogo                  | 4:1 (1:1; 1:0; 2:0)  | HDD Jesenice             |
| HC Jaca                  | 2:10 (1:1; 0:5; 1:4) | Miskolci Jegesmedvék JSE |

#### Classifica
| Pos. | Team                     | Punti |
| 1    | HK Mogo                  | 9     |
| 2    | Miskolci Jegesmedvék JSE | 6     |
| 3    | HDD Jesenice             | 3     |
| 4    | HC Jaca                  | 0     |

L'HK Mogo vince il gruppo B a punteggio pieno ed accede al terzo turno, gruppo D.

### Gruppo C
(Tychy, Polonia) 23-24-25 ottobre 2015
| Team #1            | Risultato                | Team #2            |
| ------------------ | ------------------------ | ------------------ |
| CSM Dunărea Galaţi | 2:7 (0:2; 0:3; 2:2)      | Coventry Blaze     |
| GKS Tychy          | 26:0 (8:0; 5:0; 13:0)    | HK Partizan        |
| Coventry Blaze     | 12:1 (2:1; 5:0; 5:0)     | HK Partizan        |
| GKS Tychy          | 8:3 (4:0; 1:2; 3:1)      | CSM Dunărea Galaţi |
| HK Partizan        | 1:10 ( 0:1 ; 1:4 ; 0:5 ) | CSM Dunărea Galaţi |
| Coventry Blaze     | 2:3 ( 1:0 ; 0:0 ; 1:3 )  | GKS Tychy          |

Il Partizan Belgrado partecipa al posto del CSKA Sofia.

#### Classifica
| Pos. | Team               | Punti |
| 1    | GKS Tychy          | 9     |
| 2    | Coventry Blaze     | 6     |
| 3    | CSM Dunărea Galaţi | 3     |
| 4    | HK Partizan        | 0     |

I polacchi del GKS Tychy vincono il gruppo C ed accedono al terzo turno, gruppo E, ai danni del Coventry Blaze che vengono raggiunti e superati negli ultimi dieci minuti del decisivo scontro diretto dell'ultima giornata in programma.

## Terzo turno

### Gruppo D
(Asiago, Italia) 20-21-22 novembre 2015
| Team #1          | Risultato                         | Team #2          |
| ---------------- | --------------------------------- | ---------------- |
| Yertis Pavlodar  | 11-2 (3:1; 3:0; 5:1)              | HK Mogo          |
| Asiago Hockey    | 1-2 dtr (0:1; 1:0; 0:0; 0:0; 0-1) | Herning Blue Fox |
| Herning Blue Fox | 5-2 (1:0; 2:1; 2:1)               | HK Mogo          |
| Yertis Pavlodar  | 2-3 (0:1; 2:1; 0:1)               | Asiago Hockey    |
| Herning Blue Fox | 3-0 (1:0; 0:0; 2:0)               | Yertis Pavlodar  |
| HK Mogo          | 0-4 (0:0; 0:2; 0:2)               | Asiago Hockey    |

#### Classifica
| Pos. | Team               | Punti |
| 1    | Herning Blue Fox   | 8     |
| 2    | Asiago Hockey 1935 | 7     |
| 3    | Yertis Pavlodar    | 3     |
| 4    | HK Mogo            | 0     |

I danesi dell'Herning e l'Asiago Hockey (squadra di casa) si qualificano per la SuperFinal.

### Gruppo E
(Rouen, Francia) 20-21-22 novembre 2015
| Team #1             | Risultato           | Team #2             |
| ------------------- | ------------------- | ------------------- |
| HK Kremenchuk       | 0-6 (0:2; 0:3; 0:1) | Shakhtyor Soligorsk |
| Dragons de Rouen    | 5-3 (1:2; 1:0; 3:1) | GKS Tychy           |
| Shakhtyor Soligorsk | 1-2 (0:0; 1:0; 0:2) | GKS Tychy           |
| Dragons de Rouen    | 7-3 (4:1; 2:0; 1:2) | HK Kremenchuk       |
| GKS Tychy           | 3-1 (2:0; 0:1; 1:0) | HK Kremenchuk       |
| Shakhtyor Soligorsk | 0-1 (0:1; 0:0; 0:0) | Dragons de Rouen    |

#### Classifica
| Pos. | Team                | Punti |
| 1    | Dragons de Rouen    | 9     |
| 2    | GKS Tychy           | 6     |
| 3    | Shakhtyor Soligorsk | 3     |
| 4    | HK Kremenchuk       | 0     |

I padroni di casa del Rouen ed i polacchi  del Tychy si qualificano per la SuperFinal. Questo girone venne ricordato per le intemperanze dei tifosi polacchi che costrinsero a più interventi le forze dell'ordine francesi per contenerli, sia sugli spalti sia fuori dallo stadio.

## Super Final
Per l'ennesima volta, nonostante la candidatura di tutte e 4 le squadre coinvolte, per la sede della finale viene scelta la città francese di Rouen.
(Rouen, Francia) 8-9-10 gennaio 2016
| Team #1            | Risultato           | Team #2            |
| ------------------ | ------------------- | ------------------ |
| Herning Blue Fox   | 1-2 (0-0, 1-2, 0-0) | GKS Tychy          |
| Asiago Hockey 1935 | 2-4 (1-2, 0-2, 1-0) | Dragons de Rouen   |
| Herning Blue Fox   | 4-0 (0-0, 1-0, 3-0) | Asiago Hockey 1935 |
| Dragons de Rouen   | 6-5 (4-2, 2-2, 0-1) | GKS Tychy          |
| GKS Tychy          | 2-4 (0-1, 1-1, 1-2) | Asiago Hockey 1935 |
| Dragons de Rouen   | 4-0 (2-0, 1-0, 1-0) | Herning Blue Fox   |

### Classifica
| Pos. | Team               | Punti |
| 1    | Dragons de Rouen   | 9     |
| 2    | Herning Blue Fox   | 3     |
| 3    | GKS Tychy          | 3     |
| 4    | Asiago Hockey 1935 | 3     |

### Verdetti
Vincitori della Continental Cup:  Dragons de Rouen  (2º titolo)
| Vincitori della Continental Cup Dragons de Rouen | Portieri: Julien Gaubert, Erwan Jaouen, Quentin Papillon, Dany Sabourin Difensori: Tony Allouchery, Florian Chakiachvili, Patrick Coulombe (C), Olivier Dame-Malka, Aurélien Dorey, Ludovic Duchesne, Victor Durand, Pierrick Gourre, Baptiste Goux, Léo Guillemain, Brieuc Houeix, Tero Konttinen, Antonin Marcelle, Mark Matheson Attaccanti: Nicolas Arrossamena, Fabien Colotti, Jérémy Delbaere, David Fritz-Dreyssé, François-Pierre Guénette (A), Valentin Jacques, Dan Koudys, Jason Krog, Olivier Labelle, Loïc Lampérier, Antoine Mony, Julien Msumbu, Vincent Nesa (C), Joël Perrault, Damien Raux, Marc-André Thinel, Yorick Treille (A), Sacha Treille Staff Tecnico: Fabrice Lhenry (Allenatore), Ari Salo (Ass. allenatore) |

I padroni di casa del Rouen, poco dopo aver vinto la coppa di Francia, rivincono il trofeo continentale (secondo trionfo per il team giallonero), garantendosi così l'accesso alla successiva edizione della CHL. Le altre tre squadre, a pari merito, vedono determinata la loro graduatoria in classifica in base alla differenza reti.

### Premi individuali
- Miglior portiere: Simon Nielsen, (Herning)
- Miglior difensore: Patrick Coulombe, (Rouen)
- Miglior attaccante: Marc-Andre Thinel, (Rouen)